# Bačko-kiškunska županija
Bačko-kiškunska županija je županija u Mađarskoj. Upravna je jedinica koja se prostire kroz jugoistočnu i središnju Mađarsku, u regiji Južni Alföld.

## Ime
Ime je dobila po pokrajinama Bačkoj, čiji se sjeverni dio nalazi u Mađarskoj, i Maloj Kumaniji (mađ. Kiskunság).

## Zemljopisne osobine
Površine je 8445 km². U njoj se nalazi 119 općina.
Najveće rijeke u ovoj županiji su Dunav i Tisa.

## Upravna organizacija
Pripada euroregiji Dunav-Koroš-Moriš-Tisa.
Upravno se dijeli se na 119 općina. Županijsko sjedište je Kečkemet (grad sa županijskim pravima).

### Gradovi
Gradovi u Bačko-kiškunskoj županiji (broj stanovnika je u zagradama, prema popisu 2001.).
Hrvatska imena prema ili
| - Baja (38.143) - Kiskunfélegyháza (32.081) - Olaš (29.688) - Kalača (18.449) - Kireš (15.263) - Kiskunmajsa (21.091) - Tiszakécske (11.878) | - Lajosmizse (11.159) - Jankovac (9866) - Kecelj (9259) - Kunszentmiklós (9078) - Vakier (7782) - Aljmaš (7694) | - Šolta (7063) - Szabadszállás (6.680) - Izsák (6187) - Kerekegyháza (6051) - Tompa (4899) - Večica (4249) |

### Sela
| - Ágasegyháza - Akasztó - Bikić - Prlković - Ballószög - Blato - Baćino - Baračka - Baškut, Vaškut - Bócsa - Borota - Boršot - Bugac - Bugacpusztaháza - Tetiš (Császártöltés) - Čanad (Čenad) - Čatalija - Čavolj - Čengid (Csengőd) | - Čikerija - Čikuzda - Csólyospálos - Dautovo - Draga - Dunaegyháza - Dunapataj - Dušnok - Đurić - Fajsin - Felsőlajos - Gornji Sveti Ivan - Fülöpháza - Fülöpjakab - Fülöpszállás - Gara - Gátér - Gider - Ajoš - Kotinj (Harkakötöny) | - Hartava - Helvécia - Mieđa - Delavnjača (Imrehegy) - Jakabszállás - Jászszentlászló - Kaskantyú - Kaćmar - Kelebija - Kilaš - Salašica (Kisszállás) - Kempac (Kömpöc) - Kunadacs - Kunbaja - Kunbaracs - Fertov (Kunfehértó) - Kunpeszér - Kunszállás - Ladánybene - Lakitelek | - Loma - Madaraš - Matević - Miljkut - Miška - Monoštorlija (Mali Monoštor) - Móricgát - Dudvar, Nadvar - Nyárlőrinc - Ordas - Čerta - Orgovány - Páhi - Pálmonostora - Petőfiszállás - Pirtov (Pirtó) - Rim - Sabendak - Santovo - Soltszentimre | - Kmara - Szalkszentmárton - Szank - Szentkirály - Srimljan - Štagara - Tobdin (Tabdi) - Tass - Tataza - Tatilan - Tázlár - Tiszaalpár - Tiszaug - Topolovac - Újsolt - Rislak - Vusad - Városföld - Voktov - Zsana |

### Mikroregije
Naselja u Bačko-kiškunskoj županiji su organizirana u nekoliko mikroregije: aljmaška, bajska, jankovačka, kaločka, kečkemetska te mikroregije gradova Kireša (Kiskőrösa), Kiskunfélegyháza, Olaša (Kiskunhalasa), Kiskunmajse i Kunszentmiklósa.
| Broj | Mikroregija                  | Ime na mađarskom            | Sjedište         | Površina | Br. stanovnika | Br. naselja |
| ---- | ---------------------------- | --------------------------- | ---------------- | -------- | -------------- | ----------- |
| 1    | Kunsentmikloška mikroregija  | Kunszentmiklósi kistérség   | Kunszentmiklós   | 802,81   | 31 430         | 10          |
| 2    | Kečkemetska mikroregija      | Kecskeméti kistérség        | Kečkemet         | 1483,08  | 170 554        | 18          |
| 3    | Kaločka mikroregija          | Kalocsai kistérség          | Kalača           | 1029,13  | 54 263         | 20          |
| 4    | Kireška mikroregija          | Kiskőrösi kistérség         | Kireš (Kereša)   | 1130,33  | 57 150         | 15          |
| 5    | Kiškunmajska mikroregija     | Kiskunmajsai kistérség      | Kiskunmajsa      | 485,15   | 20 082         | 6           |
| 6    | Kiškunfeleđhaska mikroregija | Kiskunfélegyházai kistérség | Kiskunfélegyháza | 717,51   | 46 741         | 9           |
| 7    | Jankovačka mikroregija       | Jánoshalmai kistérség       | Jankovac         | 399,10   | 16 967         | 4           |
| 8    | Bajska mikroregija           | Bajai kistérség             | Baja             | 1190,79  | 75 406         | 20          |
| 9    | Olaška mikroregija           | Kiskunhalasi kistérség      | Olaš             | 826,34   | 45 999         | 9           |
| 10   | Aljmaška mikroregija         | Bácsalmási kistérség        | Aljmaš           | 381,09   | 17 698         | 8           |

## Stanovništvo
U županiji živi oko 546.517 stanovnika (prema popisu 2001.).
- Mađari = 519.794
- Nijemci = 7781
- Romi, Bajaši = 6763
- Hrvati = 3215
- Slovaci = 1663
- ostali

Unatoč opadajućem broju stanovnika, stopa nataliteta je pozitivna, za razliku od drugih regija u Mađarskoj.
Stanovnici su većinom Mađari, a postoje značajnije manjine Hrvata i Nijemaca oko Baje i Hajoša.
Po vjeri prevladavaju kršćanske vjeroispovijedi.
19. ožujka 2007. je u Kečkemetu je održana osnivačka sjednica Županijske hrvatske manjinske
samouprave.